# Ma Huateng

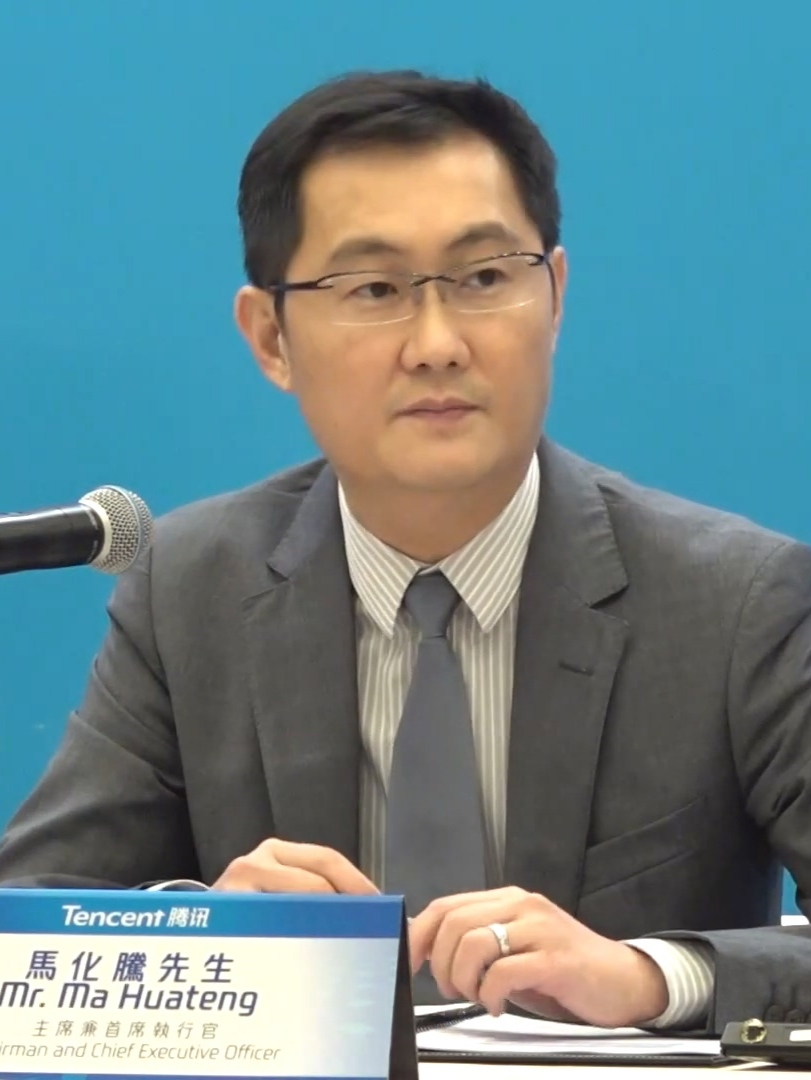
Ma Huateng

Ma Huateng (em chinês: 马化腾; pinyin: Mǎ Huàténg, nascido em 29 de outubro de 1971, em Chaoyang, na província de Guangdon), conhecido como Pony Ma, é um magnata, investidor, político e filantropo chinês e co-fundador e presidente do conselho da Tencent, uma das maiores companhias de Internet, comunicações, mídia e tecnologia da China, essa empresa é um dos maiores conglomerados de investimentos, jogos e entretenimento do mundo. Ela controla o maior serviço de mensagens instantâneas móveis da China e suas subsidiárias fornecem mídia, entretenimento, sistemas de pagamento, smartphones, serviços relacionados à Internet, serviços de valor agregado e serviços de publicidade on-line, na China e no mundo.
Em 2007, 2014 e 2018, a revista Time o chamou de uma das pessoas mais influentes do mundo, enquanto em 2015, a Forbes o creditou como uma das pessoas mais poderosas do mundo. Em 2017, a Fortune o classificou como um dos principais empresários do ano. Em 2018, ele foi nomeado uma das "Pessoas Mais Poderosas do Mundo" pela revista CEOWORLD. Ma é deputado no Congresso Popular Municipal de Shenzhen e delegado no 12º Congresso Nacional do Povo.
Pony Ma é o quinto homem mais rico da China.

## Trajetória
Seu pai, Ma Chenshu, mudou com a família para Hainan, e depois para Shenzhen, uma das maiores cidades da China, ao norte de Hong Kong, onde ele arrumou um emprego como gerente de portos.
Em 1993, Ma Huatengse formou em Ciências da Computação pela Universidade de Shenzhen. Seu primeiro emprego foi desenvolvendo software para a empresa China Motion Telecom Development, uma fornecedora de serviços de telecomunicações e produtos em Shenzhen.
Em Novembro de 1998, Ma Huateng cofundou a Tencent com Zhang Zhidong, um colega da Universidade de Shenzhen. Seu primeiro produto foi um software de mensagens instantâneas similar ao serviço de chat ICQ.
Pony Ma é o quinto homem mais rico da China, com uma fortuna estimada em 49,4 bilhões de dólares. Sua empresa desenvolveu o aplicativo WeChat, um aplicativo de mensagens e redes sociais. O serviço de mensagens instantâneas da Tencent, o QQ, atingiu mais de 818 milhões de usuários mensais em Junho de 2013.